# Lijst van Italiaanse muziektermen
Veel termen in de muziek zijn afkomstig uit het Italiaans, aangezien Italië de bakermat van de geschreven muziek is.
Zie ook: Lijst van muziektermen
| Term                         | Betekenis |
| ---------------------------- | --- |
| 15ma (quindecima)            | speel twee octaven hoger dan genoteerd |
| 15ma bassa                   | speel twee octaven lager dan genoteerd |
| 8va (ottava)                 | Speel een octaaf hoger dan genoteerd. Soms wordt een 8 boven de sleutel toegevoegd: 𝄟                                                                            |
| 8va bassa                    | Speel een octaaf lager dan genoteerd. Soms wordt een 8 onder de sleutel toegevoegd: 𝄤                                                                            |
| A                            | |
| A battuta                    | zie 'a tempo' |
| A capella                    | gezongen zonder instrumentale begeleiding |
| A piacere                    | naar believen |
| A prima vista                | op het eerste gezicht (ook wel aangeduid met de Franse term à vue)                                                                                               |
| A tempo                      | terug in het normale tempo spelen |
| Abbandonatamente             | vrij |
| Accarezzévole                | liefkozend |
| Accelerando                  | versnellend |
| Acceso                       | ontvlamd |
| Acciaccato                   | gebroken, wanneer de noten in een akkoord niet tegelijk moeten klinken, maar vanuit de bastoon omhoog (zie ook 'arpeggio')                                       |
| Acciaccatura                 | korte voorslag |
| Accompagnato                 | begeleid, waarin de begeleiding de solist moet volgen |
| Ad libitum                   | of 'ad. lib.', naar believen, in vrijheid, veel vrijheid voor uitvoerende(n)                                                                                     |
| Adagietto                    | tamelijk rustig |
| Adagio                       | langzaam en gevoelvol |
| Adagissimo                   | zeer langzaam en gevoelvol (langzamer dan adagio) |
| Affannato                    | of 'affannoso', angstig |
| Affettuoso                   | gevoelig/hartelijk |
| Affrettando                  | gehaast |
| Agile                        | vlug, beweeglijk |
| Agitato                      | snel, opgefokt |
| Alla breve                   | halve noot als teleenheid |
| Alla misura                  | streng in de maat |
| Allargando                   | verbredend (vertragend) |
| Allegretto                   | behoorlijk opgewekt |
| Allegrezza                   | opgewekt |
| Allegro                      | snel, levendig |
| Allegro agitato              | snel en onrustig |
| Allegro con brio             | snel en met glans |
| Allegro con fuoco            | snel en vurig |
| Allegro con spirito          | snel en geestdriftig |
| Allegro ma non troppo        | levendig, maar niet te snel |
| Allegro moderato             | matig snel |
| Allegro vivace               | levendig en snel |
| Altissimo                    | zeer hoog |
| Amabile                      | aimabel, plezierig |
| Amoroso                      | liefdevol |
| Ancora più                   | nog meer |
| Andante                      | gaande, langzaam |
| Animando                     | levendiger wordend |
| Animandosi                   | geanimeerd, levendig |
| Animato                      | levendig |
| Aperto                       | open |
| Appassionato                 | hartstochtelijk |
| Appoggiatura                 | lange voorslag |
| Arco                         | met de strijkstok spelen (niet pizzicato) |
| Arpeggio                     | het na elkaar spelen van de tonen van een akkoord |
| Assai                        | zeer |
| Attacca                      | aanvallend inzetten, doorspelen zonder pauze |
| B                            | |
| Ballabile                    | dansbaar spelen |
| Basso continuo               | continue bas, vooral gebruikt in de barok |
| Battaglia                    | gevecht |
| Bellicoso                    | oorlogszuchtig, agressief |
| Bisbigliando                 | fluisterend |
| Bocca chiusa                 | met gesloten mond zingen (neuriën) |
| Brillante                    | schitterend |
| Brioso                       | met gloed |
| Bruscamente                  | bruusk |
| Burlesco                     | grappig (voordrachtsaanwijzing) |
| Burletta                     | grappig (operaterm) |
| C                            | |
| Cadenza                      | Cadens (solistische passage vlak voor het einde) |
| Calando                      | afsluitend, afnemend (qua tempo en volume) |
| Calamando                    | rustiger wordend |
| Cambiare                     | veranderen, wisselen (van instrument) |
| Cantabile                    | of cantando, zangerig |
| Capriccio                    | grillig |
| Capriccioso                  | grillig |
| Capodastro                   | , kortweg capo, een klem waarmee de open snaren van een snaarinstrument in toonhoogte verhoogd kunnen worden                                                     |
| Chiuso                       | gesloten |
| Coda                         | staart, laatste deel van een muziekstuk (verkleind is codetta), aangegeven met                                                                                   |
| Col arco                     | met de strijkstok |
| Col legno                    | met het hout van de strijkstok |
| Collosale                    | groots |
| Coloratura                   | uitgebreid versieren van een zangpartij |
| Comodo                       | comfortabel |
| Comprimario                  | met de eerste (begeleidende rol) |
| Con                          | met |
| Con abbandono                | met overgave |
| Con affretto                 | met emotie |
| Con amore                    | met liefde |
| Con anima                    | bezield |
| Con ardore                   | met passie |
| Con bravura                  | met glans |
| Con brio                     | met gloed |
| Con calore                   | met warmte, gloed |
| Con colore                   | met kleur |
| Con dolore                   | met smart |
| Con espressione              | expressief |
| Con forza                    | met kracht |
| Con fuoco                    | met vuur, vurig |
| Con grazia                   | bevallig |
| Con larghezza                | breed |
| Con moto                     | met beweging |
| Con ottava, quindecima bassa | zie 8va, 15ma |
| Con passione                 | met hartstocht |
| Con slancio                  | met enthousiasme |
| Con sordine                  | (of 'Con sordino') met demper |
| Con spirito                  | geestdriftig |
| Con variazioni               | met variaties |
| Coperti                      | bedekt (de trom met doek afgedekt) |
| Crescendo                    | aanzwellend, luider wordend, groeiend |
| D                            | |
| Da capo                      | vanaf het begin |
| Da capo al fine              | vanaf het begin tot fine (uitbreiding van da capo) |
| Dal segno                    | herhalen vanaf het teken 𝄋 |
| Deciso                       | beslist |
| Decrescendo                  | afnemend, zachter wordend |
| Delicato                     | breekbaar |
| Devoto                       | religieus, vroom |
| Diminuendo                   | zachter wordend |
| Dolce                        | lieflijk, teder, zacht |
| Dolente                      | klagend, weemoedig |
| Doloroso                     | smartelijk |
| Doppio movimento             | dubbel zo snel |
| Dramatico                    | dramatisch |
| Due corde                    | piano: de dempingspedaal half indrukken viool: dezelfde toon op twee snaren spelen                                                                               |
| E                            | |
| Eguale                       | gelijkmatig |
| Energico                     | energiek |
| Enfatico                     | empathisch |
| Eroico                       | heroïsch |
| Espansivo                    | overdreven expressief |
| Espirando                    | wegstervend |
| Espressivo                   | expressief, tot nadruk gebracht |
| Estinguendo                  | uitdovend |
| Estinto                      | gedoofd, nauwelijks hoorbaar |
| F                            | |
| Facile                       | gemakkelijk |
| Fermata                      | Aanpassing van het metrum |
| Feroce                       | Vurig |
| Festivamente                 | Feestelijk, vrolijk |
| Fieramente                   | Trots |
| Fine                         | Einde |
| Flautando                    | Als een fluit, ook als flautendo |
| Flebile                      | Met verdriet, rouw |
| Focoso                       | Vurig, met passie, ook als fuocoso of Con fuoco |
| Forte                        | Luid, sterk (afgekort tot f) |
| Fortepiano (fp)              | Luid (sterk) en meteen daarna zacht (niet te verwarren met de fortepiano als instrument)                                                                         |
| Fortissimo                   | Zeer luid (sterk) (afgekort tot ff) |
| Fortissimo possibile         | Zeer, zeer luid (sterk) (afgekort tot fff) |
| Forza                        | Kracht (in muzikale zin), ook als con forza |
| Freddo                       | Koud, emotieloos |
| Fresco                       | Fris |
| Fuga                         | Muziekvorm die veel gebruikmaakt van contrapunt en waarbij alle stemmen een gelijkwaardige rol hebben (in tegenstelling tot melodie en begeleiding)              |
| Furia                        | Woede |
| Furioso                      | Woedend |
| Funebre                      | Somber, treurig |
| G                            | |
| Gaio                         | Vrolijk |
| Gaudioso                     | Met plezier |
| Gemendo                      | Kreunend |
| Gentile                      | Aardig, beheerst |
| Giocoso                      | Vrolijk, licht |
| Gioioso                      | Idem |
| Giusto                       | Juist, bijvoorbeeld in Tempo giusto |
| Glissando                    | Glijdend, vloeiend van een toonhoogte naar een andere glijden |
| Grandioso                    | Groots |
| Grave                        | Gedragen, serieus (langzaam tempo) |
| Grazioso                     | Gracieus, sierlijk |
| Gustoso                      | Met smaak |
| H                            | |
| I                            | |
| Imperioso                    | Heerszuchtig |
| Impetuoso                    | Onstuimig |
| Improvvisando                | Met improvisatie |
| Improvvisato                 | Geïmproviseerd, of alsof geïmproviseerd |
| Incalzando                   | Dringend, verwant aan stringendo |
| Insistendo                   | Nadrukkelijk, aandringend |
| Intermezzo                   | Tussenspel, verbindende passage |
| Intimo                       | Intiem |
| Irato                        | Boos, met woede |
| J                            | |
| K                            | |
| L                            | |
| Lacrimoso                    | vol tranen, verdrietig |
| Lamentevole                  | in een klagende stijl |
| Lamentando                   | met rouw, beklag |
| Lamentoso                    | met rouw, beklag |
| Largamente                   | tempo vergelijkbaar met largo |
| Larghetto                    | minder langzaam dan largo |
| Larghissimo                  | zeer, zeer langzaam (langzamer dan largo) |
| Largo                        | breed, langzaam |
| Legato                       | opeenvolgende noten niet los van elkaar spelen |
| Leggiero                     | licht, wordt ook wel als leggiermente, leggiadro of leggierezza geschreven                                                                                       |
| Leggierissimo                | Zeer licht |
| Lentando                     | geleidelijk langzamer en zachter worden |
| Lentissimo                   | zeer langzaam, langzamer dan lento |
| Lento                        | slepend, langzaam tempo |
| Liberamente                  | vrij |
| Libero                       | vrij |
| L'istesso                    | of lo stesso, hetzelfde (in tempo, articulatie, etc.) |
| Loco                         | ter plaatse (na geoctaveerd te hebben) |
| Lontano                      | als van een afstand |
| Lo stesso tempo              | of l'istesso tempo, hetzelfde tempo, hoewel de maatsoort verandert                                                                                               |
| Lugubre                      | luguber, rouwig |
| Luminoso                     | licht (als in licht t.o.v. donker) |
| Lunga                        | lang, vaak in combinatie met een fermate of rust |
| Lusingando                   | vleiend |
| M                            | |
| Ma non troppo                | ...maar niet te veel (in combinatie met een andere aanwijzing)                                                                                                   |
| Maestoso                     | statig |
| Magico                       | magisch |
| Maggiore                     | majeur (in een toonsoort) |
| Magnifico                    | groots, prachtig |
| Malinconico                  | melancholisch |
| Mancando                     | wegstervend |
| Mano destra                  | met de rechterhand (ook als MD of m.d.) of in het Frans: main droite                                                                                             |
| Mano sinistra                | met de linkerhand (ook als MS of m.s.) of in het Frans: main gauche                                                                                              |
| Marcatissimo                 | zeer nadrukkelijk |
| Marcato                      | met nadruk, ook wel als marc. geschreven |
| Marcia                       | een mars, bijvoorbeeld in alla marcia, als een mars |
| Martellato                   | gehamerd, meestal op de piano |
| Marziale                     | plechtig en krachtig (krijgshaftig) |
| Melancolico                  | melancholisch |
| Medesimo tempo               | zie l'istesso tempo |
| Meno                         | minder |
| Meno mosso                   | minder beweging |
| Messa di voce                | in zang het gecontroleerd zwellen (door crescendo en diminuendo)                                                                                                 |
| Mesto                        | treurig |
| Mezza voce                   | met halve stem, dus met gematigd volume |
| Mezzo                        | half, bijvoorbeeld in mezzosopraan of mezzo forte |
| Mezzo forte                  | of mf, matig luid in dynamiek |
| Mezzo piano                  | of mp, matig zacht in dynamiek |
| Mezzo-soprano                | mezzosopraan |
| Misterioso                   | mysterieus |
| Mobile                       | flexibel |
| Moderato                     | matig of gematigd, tempo-aanwijzing |
| Modesto                      | bescheiden |
| Molto                        | zeer, sterk, meestal in combinatie met een andere aanwijzing |
| Morendo                      | wegstervend |
| Mosso                        | Beweging, altijd voorafgegaan door meno of piu, zie aldaar |
| Moto                         | beweging, bijvoorbeeld in con moto |
| muta [in...]                 | wanneer binnen een stuk een partij van geschreven toonsoort wisselt (bijvoorbeeld: passage 1 staat in E en passage 2 in Es, dan staat na passage 1 'muta in Es') |
| N                            | |
| Narrante                     | alsof het verteld wordt |
| Naturale                     | ook als nat., als opheffing van een effect als col legno |
| Niente                       | niets, zachtste dynamiek, bijvoorbeeld al niente (naar niets, naar stilte)                                                                                       |
| Nobile                       | op nobele wijze |
| Nobilmente                   | zie 'nobile' |
| Notturno                     | nocturne |
| O                            | |
| Obbligato                    | verplicht, onmisbaar |
| Omaggio                      | hommage, viering |
| Ordinario                    | gewoon, normaal, bijvoorbeeld in 'tempo ordinario' |
| Opera                        | lett. goede werken, drama op muziek voor zang en orkest |
| Opera buffa                  | vrolijke opera |
| Opera seria                  | serieuze opera, meestal met een klassiek thema |
| Ossia                        | alternatief in een partituur |
| Ostinato                     | zich herhalend motief |
| ottava, quindecima (bassa)   | zie 8va, 15ma |
| P                            | |
| Parlando                     | sprekend, spraak imiterend (bij zang, maar kan ook instrumentaal)                                                                                                |
| Partitura                    | Partituur |
| Passionato                   | met passie |
| Pastorale                    | vredig en eenvoudig (letterlijk: herderlijk of landelijk) |
| Pausa                        | rust |
| Pedale                       | of 'ped.', meest 'con ped.' of 'con pedale', bij een piano, met ingedrukt pedaal spelen tot de begeleidende lijn eindigt of een asterisk voorkomt                |
| Penseroso                    | gedachtevol, meditatief |
| Perdendosi                   | wegstervend |
| Pesante                      | zwaar, overdenkend |
| Piacere                      | naar eigen goeddunken voordragen |
| Pianissimo                   | of pp, zeer zacht in dynamiek |
| Pianissimo possibile         | of ppp, zeer, zeer zacht in dynamiek |
| Piano                        | of p, zacht in dynamiek |
| Piacevole                    | aangenaam |
| Piangevole                   | klagend |
| Piccolo                      | klein |
| Pietoso                      | meelijwekkend, vol medelijden |
| Più                          | meer, vaak i.c.m. een andere aanwijzing, zoals 'mosso' |
| Più mosso                    | beweeglijker |
| Piuttosto                    | tamelijk, zoals in 'allegro piutosto presto' |
| Pizzicato                    | geplukt, aanwijzing voor strijkers (t.o.v. 'arco', 'gestreken')                                                                                                  |
| Placido                      | rustig, kalm |
| Pochettino                   | of 'poch.', een weinig (afzwakkende aanwijzing, i.c.m. een andere aanwijzing)                                                                                    |
| Poco                         | een beetje, maar meer dan bij 'pochettino' |
| Poco a poco                  | beetje bij beetje, indien iets geleidelijk plaats moet vinden |
| Poetico                      | poëtisch |
| Poi                          | dan, bijvoorbeeld in 'dal segno 𝄋 poi Coda' (naar het teken 𝄋 en dan Coda)                                                                                       |
| Pomposo                      | pompeus, pralend |
| Portamento                   | dragend, een glissando-achtige techniek, voor piano een lengte tussen staccato en legato                                                                         |
| Portato                      | gedragen, breder dan staccato, maar niet gebonden |
| Posato                       | neergezet (gesetteld) |
| Precipitando                 | ijlend |
| Prestissimo                  | zeer snel tempo |
| Presto                       | snel tempo |
| Prima donna                  | belangrijkste vrouwelijke zangstem |
| Prima volta                  | de eerste keer (bij herhalingen, i.c.m. andere aanwijzing/tekst)                                                                                                 |
| Primo                        | de eerste (bijvoorbeeld in 'tempo primo'), vrouwelijk: 'prima'                                                                                                   |
| Q                            | |
| Quasi                        | bijna als, ongeveer |
| Quasi forte                  | iets zachter dan forte |
| R                            | |
| Rallentando                  | of 'rall.', vertragend en verbredend |
| Rapido                       | snel |
| Recitativo                   | recitatief |
| Religioso                    | plechtig (lett. 'religieus') |
| Repente                      | plotseling |
| Replica                      | herhaal |
| Ridicolosamente              | met humor, grappig en vrij |
| Rinforzando                  | of 'rf.', 'rinf', versterkt, iets sterker aangezet |
| Ripieno                      | begeleidingsgroep in het concerto grosso (tutti) |
| Risoluto                     | resoluut |
| Ritardando                   | of 'ritard.', 'rit.', vertragend (t.o.v. 'accelerando') |
| Ritenuto                     | of 'riten.', 'rit.' plotseling langzamer |
| Ritmico                      | ritmisch |
| Ritmo                        | ritme, bijvoorbeeld in 'ritmo di x battute' (ritme van x maten)                                                                                                  |
| Ritornello                   | herhalende passage voor koor of orkest |
| Rondo                        | muziekvorm en -schema |
| Rubato                       | flexibel in tempo, expressief (lett. 'gestolen') |
| Ruvido                       | ruig |
| S                            | |
| Saltando                     | springend, strijktechniek |
| Scatenato                    | ongeremd |
| Scherzando                   | speels, als een scherzo |
| Scherzo                      | lichte, speelse muziekvorm, veel gebruikt in symfonieën en sonata's                                                                                              |
| Scordatura                   | alternatieve stemming voor snaarinstrumenten |
| Scorrendo                    | of 'scorrevole', van noot naar noot glijden |
| Secco                        | droog |
| Segno                        | zie dal segno |
| Segue                        | direct door met het volgende deel |
| Semplice                     | simpel |
| Sempre                       | altijd |
| Senza                        | zonder |
| Serioso                      | serieus |
| Sequens                      | een onmiddellijk op andere toonhoogten herhaalde melodie of harmonie                                                                                             |
| Sforzando                    | of sfz., specifiek accent (lett. 'luid gemaakt') |
| Sforzato                     | plotseling versterkt, geaccentueerd |
| Siciliana                    | dans uit Sicilië in 6/8 of 12/8 maat |
| Silenzio                     | stilte, zonder galm |
| Simile                       | op dezelfde manier, d.w.z. geen wijziging in speelstijl |
| Slargando                    | breder en/of langzamer |
| Slentando                    | langzamer wordend |
| Smorzando                    | of smorz., uitdovend (sowieso in dynamiek, vaak ook in tempo) |
| Soave                        | rustig, zachtaardig |
| Sopra                        | boven |
| Sognando                     | dromerig |
| Solenne                      | plechtig |
| Solo                         | (mv. soli), alleen, wanneer een instrument of een instrumentgroep een zeer belangrijke rol in het orkest vervult                                                 |
| Sonata                       | een gespeeld muziekstuk (sonare is 'klinken') |
| Sonatina                     | kleine sonate |
| Sonore                       | klinkend |
| Sonoro                       | krachtig klinkend (niet per se in dynamiek) |
| Sopra                        | boven, om de sopraanstem mee aan te duiden |
| Sordina                      | (mv. sordine) of sordino, een demper t.b.v. klank- of volumeverandering                                                                                          |
| Sospirando                   | zuchtend |
| Sostenuto                    | aangehouden, het aanhouden van een toon |
| Sotto voce                   | met zachte en/of lage stem |
| Spianato                     | egaal |
| Spiccato                     | duidelijk, helder (met een springende strijkstok iedere noot apart aanzetten)                                                                                    |
| Spinto                       | zangtechniek tussen lyrisch en dramatisch in |
| Spiritoso                    | geestdriftig |
| Staccato                     | gestoten, iedere noot relatief kort en gesepareerd aangezet |
| Stanza                       | met zachte en/of lage stem |
| Stornello                    | lijkend op improvisatie |
| Strascinando                 | of strascicante, een passage zeer gebonden spelen |
| Strepitoso                   | lawaaiig, krachtig |
| Stretto                      | krap, tevens een passage in een fuga |
| Stromenti                    | instrumenten |
| Stringendo                   | geleidelijke acceleratie en toename in spanning |
| Subito                       | plotseling |
| Sul ponticello               | strijktechniek, dicht bij de kam |
| Sul tasto                    | strijktechniek, op de toets |
| T                            | |
| Tacet                        | indien niet gespeeld moet worden (lett. zwijg) strikt genomen een latijnse term                                                                                  |
| Tasto solo                   | een enkele toets, indien geen harmonie plaats mag vinden |
| Tempo                        | snelheid |
| Tempo giusto                 | het juiste tempo |
| Tempo di Minuetto            | in het tempo van een menuet, nogal traag en sierlijk |
| Tempo ordinario              | het gewone tempo (in barokmuziek) |
| Tempo primo                  | Ook wel 'To Io' of 'Tempo uno', hervatten van het originele tempo                                                                                                |
| Tempo rubato                 | een zeer vrij tempo (lett. gestolen tijd) |
| Teneramente                  | teder |
| Tenerezza                    | tederheid |
| Tenor                        | hoge mannelijke zangstem |
| Tenuto                       | (vast)houden, een noot langer dan gebruikelijk vasthouden, met inachtneming van de notenwaarde                                                                   |
| Tessitura                    | het beste of gemakkelijkste toonbereik voor zangers of instrumentalisten                                                                                         |
| Tosto                        | snel |
| Tranquillo                   | rustig, kalm, vredig |
| Tremolo                      | het snel herhalen van dezelfde noot |
| Tre corde                    | het demperpedaal loslaten (opheffing una corda) |
| Troppo                       | te veel, vaak als non troppo (niet te veel) |
| Tutte le corde               | alle snaren |
| Tutti                        | iedereen (in het orkest) |
| U                            | |
| Una corda                    | een snaar, bij piano met het oefenpedaal |
| Un poco                      | een beetje |
| Unisono                      | of 'unis.', het gezamenlijk spelen van dezelfde tonen/melodie (t.o.v. 'div.')                                                                                    |
| V                            | |
| Veloce                       | met snelheid |
| Velocissimo                  | zo snel mogelijk, bijvoorbeeld in een cadenza |
| Vibrato                      | trillend, het (subtiel en/of gecontroleerd) laten fluctueren van een bep. toonhoogte                                                                             |
| Vigoroso                     | krachtig |
| Vittorioso                   | als een overwinning |
| Vivo                         | levendig |
| Vivace                       | snel, levendig tempo |
| Vivacissimo                  | zeer snel, levendig tempo |
| Vivamente                    | snel en levendig |
| Volante                      | vliegend |
| Volti subito                 | of 'VS', sla de bladzijde snel om |
| W                            | |
| X                            | |
| Y                            | |
| Z                            | |
| Zelo                         | ijver |
| Zeloso                       | ijverig |
| Zelosamente                  | ijverig, met ijver |